# حزب الشعب المسيحي الاجتماعي
حزب الشعب المسيحي الاجتماعي (بالفرنسية: Parti populaire chrétien-social)‏ هو حزب سياسي لوكسمبورغي، أسس في 1944، يقع مقره في مدينة لوكسمبورغ.

## أعضاء بارزون
- كود سباركل
- تحديث القائمة

- جان كلود يونكر
- جاك سانتر
- Viviane Reding
- بيير فيرنر
- Joseph Bech
- Pierre Dupong
- Pierre Frieden
- Ernest Mühlen
- Émile Reuter
- Pierre Prüm